# Adelén
Adelén Rusillo Steen, conhecida simplesmente como Adelén, (nascida em 4 de novembro de 1996) é uma cantora pop norueguesa.

## Carreira

### 2013–presente: Melodi Grand Prix e estreia
Adelén participou da seleção nacional norueguesa para o Festival Eurovisão da Canção de 2013 em Oslo com a canção de influência espanhola Bombo, escrita por Ina Wroldsen e Quiz & Larossi e ficou em segundo lugar.
"Bombo" alcançou imediatamente a segunda posição na parada norueguesa do iTunes após sua apresentação. Também apareceu na VG-lista, a para oficial de singles da Noruega. A canção também venceu o OGAE Second Chance Contest 2013, tornando-se a terceira vitória da Noruega, e a primeira desde 1993. Também venceu o Eurodanceweb Award 2013 com a maior pontuação já alcançada na história da premiação (284 pontos) e a maior distância da segunda colocada (exatamente 70 pontos).
Em 2013, ela assinou com Simon Fuller em uma tentativa em lançá-la globalmente. Em 21 de junho de 2013, uma prévia do novo single, "Baila Conmigo", foi lançada no YouTube enquanto a versão completa foi disponibilizada no iTunes.
Em 2014, Adelén gravou "Olé" para o álbum da Copa do Mundo FIFA de 2014, One Love, One Rhythm - The 2014 FIFA World Cup Official Album, que alcançou o topo da parada do iTunes na Noruega, e o terceiro lugar na parada nacional.
Ela é filha de mãe espanhola de Bailén e pai norueguês de Horten.

## Discografia

### Singles
| Ano  | Single              | Melhores posições nas paradas | Melhores posições nas paradas | Melhores posições nas paradas | Melhores posições nas paradas | Melhores posições nas paradas | Álbum                                                         |
| Ano  | Single              | NOR                           | DEN                           | FIN                           | POL                           | SWE                           | Álbum                                                         |
| ---- | ------------------- | ----------------------------- | ----------------------------- | ----------------------------- | ----------------------------- | ----------------------------- | ------------------------------------------------------------- |
| 2013 | Bombo               | 1                             | –                             | 6                             | 36                            | 23                            | por anunciar                                                  |
| 2013 | "Baila Conmigo"     | –                             | –                             | –                             | –                             | —                             | por anunciar                                                  |
| 2014 | "Always on My Mind" | –                             | –                             | 50                            | –                             | —                             | por anunciar                                                  |
| 2014 | Olé                 | 1                             | –                             | –                             | –                             | —                             | One Love, One Rhythm – The 2014 FIFA World Cup Official Album |